# Ermita del Calvari (Vilafermosa)
L'ermita del Calvari a Vilafermosa, a la comarca de l'Alt Millars a Castelló, és un antic lloc de culte declarat de manera genèrica Bé de Rellevància Local, en la categoria de Monument d'interès local, segons la Disposició Addicional Cinquena de la Llei 5/2007, de 9 de febrer, de la Generalitat, de modificació de la Llei 4/1998, d'11 de juny, del Patrimoni Cultural Valencià (DOCV Núm. 5.449 / 13/02/2007), amb codi autonòmic 12.08.130-005.

## Descripció
L'ermita se situa al sud del nucli de Vilafermosa, als afores d'aquest. Localitzada en una petita elevació rocosa entre els rius Vilafermosa i Carbo; es pot accedir a ella des de la CV-175, seguint un zigzagueante camí que condueix fins a la zona on es trobaria el Calvari.

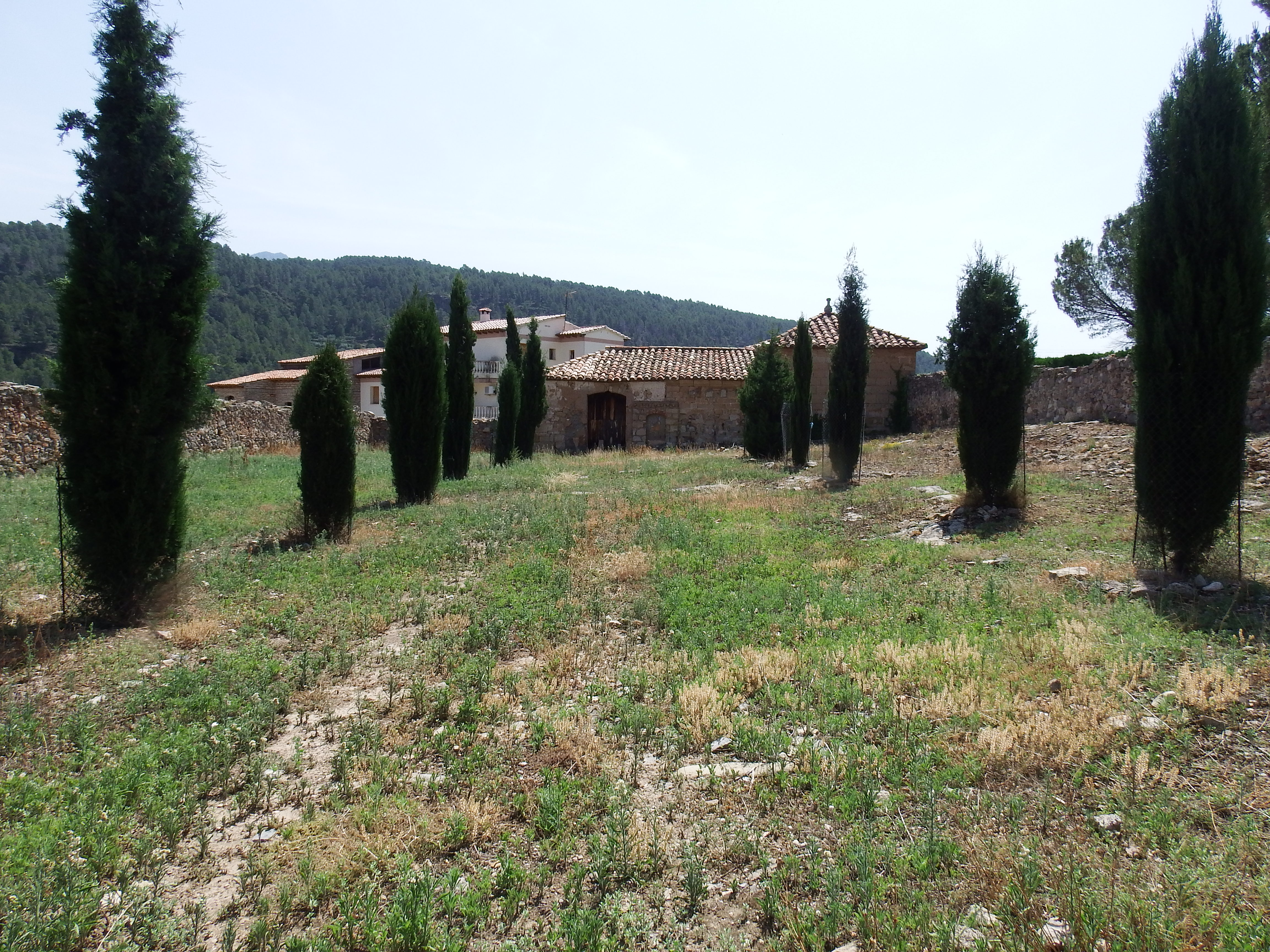
El calvari amb l'ermita

En l'actualitat no queda cap de les estacions del Viacrucis, per la qual cosa l'ermita s'alça sola, sobre una plataforma pétrea amb la qual s'iguala el terreny, en una de les cantonades de l'espai que havia d'ocupar el mateix, que està totalment envoltat d'un reixat.
Es tracta d'un antic edifici, que es troba bastant abandonat, tant com a lloc de culte (que va deixar fa temps de ser-ho), com en el seu manteniment. La seva fàbrica és de carreus i en els murs que amb ells s'eleven s'obren finestres en forma d'arc de mig punt, abocinadas, estretes, molt semblants a espitlleres. En la seva planta es distingeixen dos cossos que presenten diferent altura. La planta del cos d'inferior altura és rectangular i té sostrada a dues aigües; mentre, que l'edifici de major altura, situat en la cantonada, té una sostrada en forma piramidal i decorada amb adorns de pedra.
En el cos més baix, es distingeixen dues portes de diferents grandàries (la de menor grandària, que té aspecte de ser l'entrada original al temple, es troba encegada), situades molt properes i ambdues en forma d'arc escarser. La porta de major grandària està tancada per uns taulons.
Malgrat no realitzar-se culte en l'ermita, és tradicional al poble utilitzar el camí que va des de l'església parroquial fins a l'ermita del Calvari per realitzar el Viacrucis del Divendres Sant, encara que no estiguin les estacions al llarg del mateix.